# San Polo
San Polo je jedan od šest povijesnih sestiera u Veneciji.

## Zemljopisne karakteristike
San Polo nalazi se u središtu Venecije duž kanala Grande i najmanji je po veličini sestiere u Veneciji, od 35 hektara. i 8.000 stanovnika (2007.). 

## Povijest
San Polo jedan je od najstarijih dijelova grada, koji se počeo obllikovati već prije 9. stoljeća, zajedno s prvim dijelovima San Marco oko Rialta. Ime je dobio po trgu Campo San Polo i istoimenoj crkvi koja se nalazi u njemu, to je najveći venecijanski trg nakon Trga svetog Marka.
U San Polu se nalazi najveća venecijanska tržnica već od 1097., tako da je tu izgrađen prvi pontonski most preko kanala Grande već 1181., a današnji zidani Ponte di Rialto u 16. stoljeću.  Zapadni dio ovog sestiera poznat je po crkvama, a istočni, koga često zovu  Rialto, poznat je po svojim palačama.

## Znamenitosti San Pola
Najveća atrakcija ovog sestiera je Ponte di Rialto, od ostalih znamenitosti valja spomenuti crkve; San Giacomo di Rialto (koja je po legendi najstarija venecijanska crkva iz 5. stoljeća), Santa Maria Gloriosa dei Frari, bratovšine San Rocco i San Giovanni Evangelista i Campo San Polo.

## Vanjske poveznice
- Il sestiere San Polo[neaktivna poveznica]